# Неулька
Неу́лька (Неулинская, участок Неулинский) — упразднённая деревня в Гаринском районе Свердловской области России.

## Географическое положение
Располагалась на правом берегу реки Неулька (приток Анепа) в 43 км к северо-западу от районного центра пос. Гари, в 5,5 км к северо-востоку от села Андрюшино, в 20 км от деревни Петим и в 316 км от Екатеринбурга.

## История
Неулька была основана в январе 1911 года в период Столыпинской аграрной реформы. Участок у реки Неульки был выделен группе переселенцев, прибывших из сёл Якимково и Касёво Бирского уезда Уфимской губернии и деревни Новосёловой Буйской волости Уржумского уезда Вятской губернии. По данным клировых ведомостей по Туринскому уезду, в 1912 году в посёлке Неулинском было 4 двора, население — 34 человека (20 мужчин и 14 женщин). В 1916 году в посёлке уже было 11 дворов (хозяйств), население — 49 человек (29 мужчин и 20 женщин). Все жители — православного вероисповедания, относились к приходу Николаевской церкви в селе Андрюшино.
В 1911 году Неулька относилась к Пелымской волости, а по данным на 1915 год — к Андреевскому сельскому обществу Гаринской волости Туринского уезда Тобольской губернии (до 1919 года, в 1919—1923 годах — Тюменской губернии). По данным переписи 1926 года на участке Неулинском было 20 хозяйств, население — 95 человек (49 мужчин и 46 женщин), все — русские.
С 1923 года — в Гаринском районе (в 1923—1930 годах район входил в состав Тагильского округа) Уральской области (до 1934 года, затем Свердловской области) РСФСР. После образования Средне-Анепского сельсовета (впоследствии переименованного в Анепский) вошла в его состав. В 1931 году был организован колхоз «Красная роща» и Неулька вошла в его состав. После ликвидации Анепского сельсовета Неулька была переведена в Андрюшинский сельсовет.
Неулька прекратила существование в 1950-е годы.